# Ingeborg Larsen
Ingeborg Larsen (18 november 1920) was een schaatsster uit Noorwegen. 

## Resultaten

### Wereldkampioenschappen
| Jaar | Jaar     | Plaats | Resultaten | Resultaten                                 |
| ---- | -------- | ------ | ---------- | ------------------------------------------ |
| 1938 | Allround | Oslo   | - Allround | 10e 500 m 10e 1000 m DNF 3000 m DNS 5000 m |

### Noorse kampioenschappen
| Jaar | Resultaten       | Resultaten                            |
| ---- | ---------------- | ------------------------------------- |
| 1938 | 6e Allround      | 3e 500 m 9e 1000 m 7e 1500 m - 3000 m |
| 1939 | Niet deelgenomen | Niet deelgenomen                      |
| 1940 | - Allround       | 8e 500 m - 1000 m - 1500 m - 3000 m   |

## Persoonlijke records
| Afstand    | Tijd    | Datum            | Baan       |
| ---------- | ------- | ---------------- | ---------- |
| 500 meter  | 55,00   | 24 februari 1938 | Sandefjord |
| 1000 meter | 1.58,40 | 24 februari 1938 | Sandefjord |
| 1500 meter | 3.05,30 | 22 januari 1938  | Tønsberg   |